# Medalla del Ejército, Naval y Aérea
La Medalla del Ejército, Naval y Aérea es la máxima condecoración española en tiempo de paz.
Se modifica su Reglamento por el real decreto 1040/2003, de 1 de agosto (BOD, n.º 177). La concesión se producirá de forma muy excepcional. Tiene por objeto recompensar a quienes, con virtudes militares y profesionales sobresalientes, lleven a cabo acciones o hechos distinguidos durante la prestación de los servicios que, ordinaria o extraordinariamente, sean encomendados a las Fuerzas Armadas, siempre que la acción o el hecho se realice en situaciones distintas a las que se desarrollan en el transcurso de los conflictos armados o de operaciones militares que impliquen o puedan implicar el uso de fuerza armada.

## Medalla del Ejército
De hierro oxidado, ovaladas, de 42 milímetros en su eje vertical y 28 milímetros en el horizontal. Llevará en su parte superior un asa oblonga de 15 milímetros en el sentido horizontal y siete milímetros en el vertical.
El anverso, circundando su borde, llevará un filo de plata y dentro del óvalo habrá un sol naciente tras el mar y una matrona, en pie, representando a España, que ofrenda, con la mano diestra, una corona de laurel y sostiene una espada, con la siniestra. En la parte superior del óvalo, ostentarán el lema: «Al mérito distinguido». La parte comprendida entre el filo de plata y el borde la constituirá una orla de dos ramas de laurel en la que alternan dos leones y que, en la parte superior, se rematará con un castillo y se apoyará, en la parte inferior, en una cartela, en la que irá inscrita la fecha de concesión. El reverso será de análoga factura, ostentará dentro del óvalo el emblema del Ejército de Tierra, proporcionado a las dimensiones del óvalo. La cinta será de seda y de 30 milímetros de ancha, dividida en tres partes: la central con los colores nacionales, y las de los costados, de color verde cinabrio oscuro. Se llevará sujeta por una hebilla dorada de la forma y dimensiones proporcionadas y usuales para esta clase de condecoraciones. Sobre la cinta se llevará un rectángulo de metal dorado con la leyenda correspondiente a la acción, en negro.

## Medalla Naval
De hierro oxidado, ovaladas, de 42 milímetros en su eje vertical y 28 milímetros en el horizontal. Llevará en su parte superior un asa oblonga de 15 milímetros en el sentido horizontal y siete milímetros en el vertical.
El anverso, circundando su borde, llevará un filo de plata y dentro del óvalo habrá un sol naciente tras el mar y una matrona, en pie, representando a España, que ofrenda, con la mano diestra, una corona de laurel y sostiene una espada, con la siniestra. En la parte superior del óvalo, ostentarán el lema: «Al mérito distinguido». La parte comprendida entre el filo de plata y el borde la constituirá una orla de dos ramas de laurel en la que alternan dos leones y que, en la parte superior, se rematará con un castillo y se apoyará, en la parte inferior, en una cartela, en la que irá inscrita la fecha de concesión. El reverso será de análoga factura, ostentará dentro del óvalo el emblema de la Armada, que irá repetido y entrecruzándose ambas anclas por su centro, proporcionado a las dimensiones del óvalo. La cinta será de seda y de 30 milímetros de ancha, dividida en tres partes: la central con los colores nacionales, y las de los costados, de color azul oscuro. Se llevará sujeta por una hebilla dorada de la forma y dimensiones proporcionadas y usuales para esta clase de condecoraciones. Sobre la cinta se llevará un rectángulo de metal dorado con la leyenda correspondiente a la acción, en negro.

## Medalla Aérea
De hierro oxidado, ovaladas, de 42 milímetros en su eje vertical y 28 milímetros en el horizontal, y llevará en su parte superior un asa oblonga de 15 milímetros en el sentido horizontal y siete milímetros en el vertical
El anverso, circundando su borde, llevará un filo de plata y dentro del óvalo habrá un sol naciente tras el mar y una matrona, en pie, representando a España, que ofrenda, con la mano diestra, una corona de laurel y sostiene una espada, con la siniestra. En la parte superior del óvalo, ostentarán el lema: «Al mérito distinguido». La parte comprendida entre el filo de plata y el borde la constituirá una orla de dos ramas de laurel en la que alternan dos leones y que, en la parte superior, se rematará con un castillo y se apoyará, en la parte inferior, en una cartela, en la que irá inscrita la fecha de concesión. El reverso será de análoga factura, ostentará dentro del óvalo el emblema del Ejército del Aire, proporcionado a las dimensiones del óvalo. La cinta será de seda y de 30 milímetros de ancha, dividida en tres partes: la central con los colores nacionales, y las de los costados, de color azul. Se llevará sujeta por una hebilla dorada de la forma y dimensiones proporcionadas y usuales para esta clase de condecoraciones. Sobre la cinta se llevará un rectángulo de metal dorado con la leyenda correspondiente a la acción, en negro.
| Insignias y Pasadores |               |               |
|                       |               |               |
| Medalla del Ejército  | Medalla Naval | Medalla Aérea |

## Conclusión
También pueden concederse con carácter colectivo, dando derecho entonces a un distintivo bordado en la manga izquierda del uniforme; el motivo central es el mismo que el reverso de la Medalla bordado sobre seda del color dominante de la cinta y con la orla de laureles y leones ya descrita pero sin el castillo en la parte superior.
De estas recompensas existen también los distintivos en forma de corbatas para Banderas y Estandartes, Guiones-Enseñas, placas y gallardetes de la misma forma y con igual finalidad que los de la Medalla Militar.

## Desposesión de distinciones
El agraciado con cualesquiera de las categorías que haya sido sentenciado por la comisión de un delito doloso o pública y notoriamente haya incurrido en actos contrario a las razones determinantes de la concesión de la distinción podrá, en virtud de expediente iniciado de oficio o por denuncia motivada, y con intervención del Fiscal de la Real Orden, ser desposeído del título correspondiente a la distinción concedida, decisión que corresponde a quien la otorgó.